# MTV Video Music Award Best Video Game Score
Cet award décore le meilleur jeu vidéo de l'année. Cette catégorie a été créée en 2006 et n'a pas perduré. Il n'y a donc eu qu'un seul vainqueur.
| Année | jeux                           | Créateur     |
| ----- | ------------------------------ | ------------ |
| 2006  | The Elder Scrolls IV: Oblivion | Jeremy Soule |